# Metal Slader Glory
Metal Slader Glory (メタルスレイダーグローリー?, Metaru Sureidā Gurōrī) è un'avventura grafica sviluppata da HAL Laboratory e pubblicata nel 1991 da Nintendo per Famicom. Il videogioco ha ricevuto un remake per Super Nintendo Entertainment System ed è stato distribuito per Wii e Wii U tramite Virtual Console. Del gioco era previsto un sequel per Nintendo 64DD, mai commercializzato.
Alla realizzazione del gioco ha collaborato Satoru Iwata, futuro presidente di Nintendo, che ha svolto anche il ruolo di produttore.